# Schenkia graminicola
Schenkia graminicola là một loài tò vò trong họ Ichneumonidae.